# Хаддерсфилд

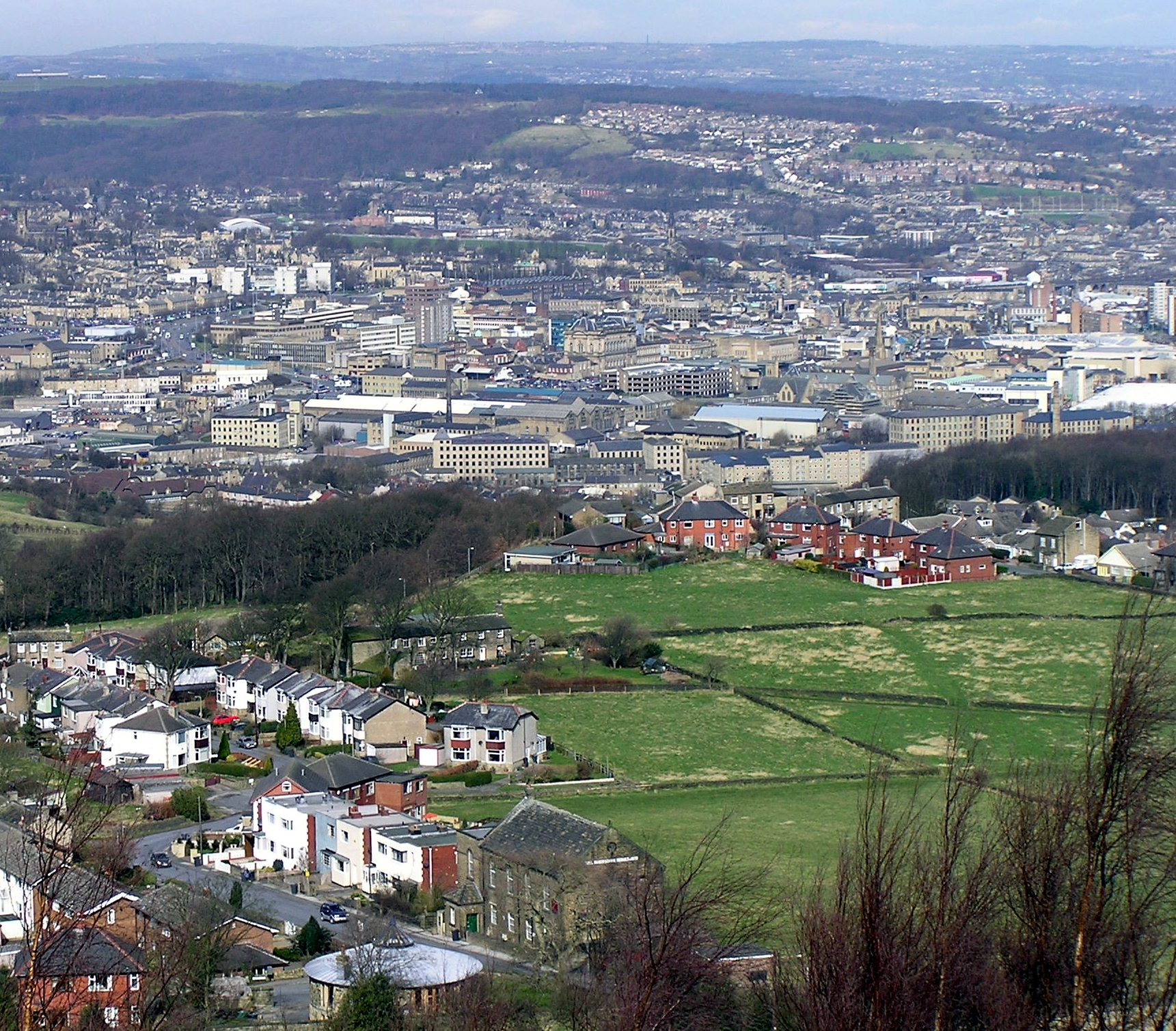
Вид на город

Ха́ддерсфилд (англ. Huddersfield) — город в округе Керклис на западе графства Уэст-Йоркшир в Англии, неподалёку от слияния рек Кольн и Холм, в 310 километрах от Лондона и в 16,6 километра от Брадфорда, ближайшего крупного населённого пункта.
Население Хаддерсфилда составляет (по данным переписи 2001 года) 146 234 человека, он занимает 10-е место в списке крупнейших городов (англ. town) Великобритании. Это крупнейший населенный центр округа Керклис и его административный центр.
Как мануфактурный город, Хаддерсфилд сыграл важную роль в индустриальной революции Великобритании. Сегодня это крупный промышленный (производство шерстяных тканей, красителей, машиностроение), спортивный и образовательный центр. Город вошёл в историю как место рождения национальной Регбистской лиги и премьер-министра Харольда Уилсона. В городе находится филиал Национальной физической лаборатории, в котором занимаются пространственной метрологией.

## Климат
| Показатель                    | Янв.  | Фев. | Март | Апр. | Май  | Июнь | Июль | Авг. | Сен. | Окт.  | Нояб. | Дек. | Год    |
| ----------------------------- | ----- | ---- | ---- | ---- | ---- | ---- | ---- | ---- | ---- | ----- | ----- | ---- | ------ |
| Средний суточный максимум, °C | 6     | 6,2  | 8,8  | 11,6 | 15,3 | 18,1 | 20,1 | 19,1 | 17   | 12,9  | 8,7   | 6,1  | 12,5   |
| Средний суточный минимум, °C  | 0,8   | 0,5  | 2,3  | 3,7  | 6,1  | 8,7  | 10,9 | 10,9 | 9,1  | 6,4   | 3,3   | 1    | 5,3    |
| Норма осадков, мм             | 111,5 | 70,3 | 82,2 | 76,9 | 62,4 | 78,2 | 63,7 | 81,4 | 75,8 | 107,7 | 104,5 | 114  | 1028,4 |
| Источник:                     |       |      |      |      |      |      |      |      |      |       |       |      |        |

## Известные уроженцы и жители
- Зоэ Лаккер (род. 1974) — английская актриса.
- Джоди Уиттакер (род. 1982) — английская актриса.